# Sande (São Lourenço)
Sande (São Lourenço) (oficialmente; também usado São Lourenço de Sande) é uma povoação portuguesa do Município de Guimarães que foi sede da extinta Freguesia de São Lourenço de Sande, freguesia que tinha 2,99 km² de área e 1 097 habitantes (2011) e, por isso, uma densidade populacional de 366,9 hab/km².
A Freguesia de São Lourenço de Sande foi extinta em 2013, no âmbito de uma reforma administrativa nacional, para, em conjunto com a Freguesia de Balazar, formar uma nova freguesia denominada União das Freguesias de Sande São Lourenço e Balazar com a sede em Sande São Lourenço.
O Conde de Agrolongo nasceu no lugar da Bouça, no dia 14 de de Fevereiro de 1853.

## Património
- Citânia de Sabroso[4]
- Capela do Espírito Santo e cruzeiro fronteiro[5]

## População
| População da freguesia de Sande (São Lourenço) (1864 – 2011) | População da freguesia de Sande (São Lourenço) (1864 – 2011) | População da freguesia de Sande (São Lourenço) (1864 – 2011) | População da freguesia de Sande (São Lourenço) (1864 – 2011) | População da freguesia de Sande (São Lourenço) (1864 – 2011) | População da freguesia de Sande (São Lourenço) (1864 – 2011) | População da freguesia de Sande (São Lourenço) (1864 – 2011) | População da freguesia de Sande (São Lourenço) (1864 – 2011) | População da freguesia de Sande (São Lourenço) (1864 – 2011) | População da freguesia de Sande (São Lourenço) (1864 – 2011) | População da freguesia de Sande (São Lourenço) (1864 – 2011) | População da freguesia de Sande (São Lourenço) (1864 – 2011) | População da freguesia de Sande (São Lourenço) (1864 – 2011) | População da freguesia de Sande (São Lourenço) (1864 – 2011) | População da freguesia de Sande (São Lourenço) (1864 – 2011) |
| ------------------------------------------------------------ | ------------------------------------------------------------ | ------------------------------------------------------------ | ------------------------------------------------------------ | ------------------------------------------------------------ | ------------------------------------------------------------ | ------------------------------------------------------------ | ------------------------------------------------------------ | ------------------------------------------------------------ | ------------------------------------------------------------ | ------------------------------------------------------------ | ------------------------------------------------------------ | ------------------------------------------------------------ | ------------------------------------------------------------ | ------------------------------------------------------------ |
| 1864                                                         | 1878                                                         | 1890                                                         | 1900                                                         | 1911                                                         | 1920                                                         | 1930                                                         | 1940                                                         | 1950                                                         | 1960                                                         | 1970                                                         | 1981                                                         | 1991                                                         | 2001                                                         | 2011                                                         |
| 609                                                          | 537                                                          | 568                                                          | 621                                                          | 706                                                          | 706                                                          | 662                                                          | 800                                                          | 793                                                          | 1 025                                                        | 964                                                          | 1 000                                                        | 1 161                                                        | 1 306                                                        | 1 097                                                        |